# Кашгар-Хотанская железная дорога

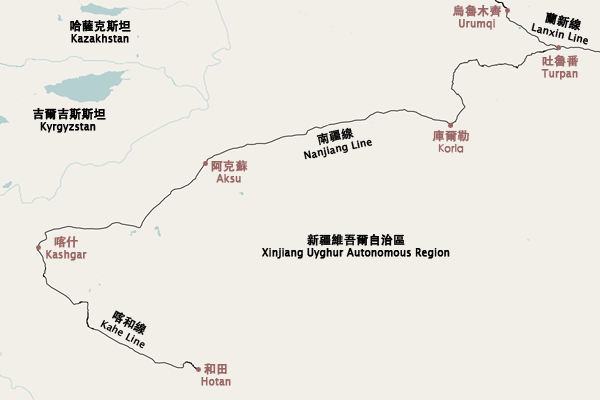
Карта Кашгар-Хотанской железной дороги (обозначена как Kahe Line).

Кашгар-Хотанская железная дорога (Кахэ, кит. 喀什至和田铁路) — одноколейная неэлектрифицированная железная дорога в Синьцзян-Уйгурском автономном районе Китая, соединяющая города Кашгар и Хотан.
Является продолжением Южно-Синьцзянской железной дороги. Проходит вдоль южной оконечности пустыни Такла-Макан через главные города юго-запада Таримского бассейна, включая Янгишар, Акто, Янгигисар, Яркенд, Посгам, Каргалык, Гуму и Каракаш. Протяжённость — 488,27 км.
Строительство дороги началось в декабре 2008 года. 30 декабря 2010 года линия была открыта для грузовых перевозок. Пассажирские перевозки начались с 28 июня 2011 года.
Продлена на 825 км на восток до Жоцяна, находящегося на железной дороге из Голмуда в Корлу, и, таким образом, стала частью железнодорожного кольца вокруг пустыни Такла-Макан протяженностью 2712 км. Железная дорога из Хотана в Жоцян сдана в эксплуатацию 17 июня 2022 года.